# Доленья-дель-Колліо
Доленья-дель-Колліо (італ. Dolegna del Collio, вен. Dołegna del Colio) — муніципалітет в Італії, у регіоні Фріулі-Венеція-Джулія,  провінція Гориція.
Доленья-дель-Колліо розташована на відстані близько 470 км на північ від Рима, 55 км на північний захід від Трієста, 16 км на північний захід від Гориції.
Населення — 369 осіб (2014).

## Демографія
Населення за роками:

Станом на 1 січня 2023 року в муніципалітеті офіційно проживало 7 іноземців з 4 країн, серед них 4 громадяни країн Євросоюзу.

## Сусідні муніципалітети
- Колліо
- Кормонс
- Корно-ді-Розаццо
- Препотто